# Samira Wiley
Samira Wiley (* 15. dubna 1987 Washington, D.C., Spojené státy americké) je americká herečka. Proslavila se rolemi Poussey Washington v seriálu Holky za mřížemi (2013–2017) a Moiry v seriálu Příběh služebnice (2017–dosud), za kterou získala cenu Emmy v kategorii nejlepší ženský herecký výkon v hostující roli v dramatickém seriálu.

## Životopis
Absolvovala na umělecké škole Duke Ellington School of the Arts. Její otec Dennis a matka Christine jsou pastory ve Covenant Baptist United Church of Christ a jsou označováni jako „pilíře náboženské LGBT komunity“, když Covenant Baptist Church byla jedinou církví ve Washingtonu D.C., která v roce 2007 povolovala sňatky osob stejného pohlaví.
Netají se se svou lesbickou orientací. Od září 2014 chodila se scenáristkou Holkek za mřížemi, Lauren Morelli. Dvojice se vzala v listopadu 2017.
Je tetou herce Asante Blackka, který je jedním z hvězd Netflixového seriálu Když nás vidí.

## Kariéra
Studovala herectví na Juilliardu v New Yorku a v roce 2010. Na počátku své kariéry se objevovala výhradně v divadle. V roce 2011 ztvárnila Marii ve hře Marná lásky snaha během uvedení v The Public Theater.
Když začal vznikat seriál Netflixu, Holky za mřížemi, založený na knize od Piper Kerman se vzpomínkami na ženskou věznici, tak se Wiley o konkurzu dozvěděla od svého kamaráda z Juilliardu, Marca Ramireze, který pro pořad psal scénář. Když se Wiley dozvěděla, že její další kamarádka z Juilliardu, Danielle Brooks, získala roli v seriálu, tak ji požádala o pomoc s přípravou na konkurz, kde se ucházela o roli Poussey Washington, což je v seriálu nejlepší kamarádka postavy, kterou hraje Brooks. Konkurz se jí vydařil, a tak se objevila ve všech dvanácti epizodách první série a ve druhé řadě jí byl udělen větší prostor a stala se oblíbenou postavou mezi fanoušky. Ve třetí sérii seriálu již byla povýšena mezi hlavní postavy.
V roce 2014 se objevila v reklamě na digitální peněžní služby PayPal.
V září 2014 se objevila na titulní stránce a editorialu v Maniac Magazine. Také se objevila v OUT100 Magazine v edici z roku 2014 společně se Samem Smithem, Ellen Page a Zachary Quintem.

## Filmografie

### Film
| Rok  | Název                        | Role               | Poznámky |
| ---- | ---------------------------- | ------------------ | -------- |
| 2011 | Spratci na zabití            | Tina               |          |
| 2012 | V tátově stínu               | Asha               |          |
| 2014 | Rob the Mob                  | agentka Annie Bell |          |
| 2016 | Nerve: Hra o život           | hackerka Kween     |          |
| 2016 | 37                           | Joyce Smith        |          |
| 2017 | Detroit                      | Vanessa            |          |
| 2018 | Pařiči                       | Lana               |          |
| 2019 | Vault                        | Karyn              |          |
| 2020 | Bios                         | Weaver             |          |
| TBA  | Breaking News in Yuba County |                    |          |

### Televize
| Rok       | Název                                     | Role                 | Poznámky                            |
| --------- | ----------------------------------------- | -------------------- | ----------------------------------- |
| 2011      | Vzpomínky                                 | Gina                 | 2 díly                              |
| 2012      | Lovci zločinců                            | Triage Nurse         | díl: „Déjà vu“                      |
| 2013–2016 | Holky za mřížemi                          | Poussey Washington   | 49 dílů                             |
| 2015      | Zákon a pořádek: Útvar pro zvláštní oběti | Michelle             | díl: „Zneužitá spravedlnost“        |
| 2016      | The Catch                                 | kapitánka Nia Brooks | díl: „The Benefactor“               |
| 2016–2019 | Nejsem do tebe blázen                     | Justina Jordan       | 6 dílů                              |
| 2016      | Souboj playbacků                          | Samu sebe            | díl: „Samira Wiley vs. Laverne Cox“ |
| 2017–2025 | Příběh služebnice                         | Moria                | 14 dílů                             |
| 2017      | Last Week Tonight With John Oliver        | vědkyně              | díl: „Forensic Evidence“            |
| 2017–2019 | Ryan Hansen Solves Crimes on Television   | Jessica Mathers      | 10 dílů                             |
| 2019      | Drunk History                             | Bessie Coleman       | díl: „Trailblazers“                 |
| 2019      | Love, Death & Robots                      | poručík Colby (hlas) | díl: „Lucky 13“                     |
| 2019      | Will a Grace                              | Nikki                | 3 díly                              |

### Videohry
| Rok  | Název                      | Role     | Poznámky  |
| ---- | -------------------------- | -------- | --------- |
| 2016 | The Walking Dead: Michonne | Michonne | minisérie |